# جمعية كشافة هندوراس
جمعية كشافة هندوراس هي المنظمة الكشفية الوطنية في هندوراس. تأسست الحركة الكشفية في هذا البلد الواقع في أمريكا الوسطى في عام 1952 وأصبحت عضوا في المنظمة العالمية للحركة الكشفية في عام 1957. وكانت هناك 3031 عضو اعتبارا من عام 2008.
تركز برنامج الجمعية على خدمة المجتمع. وتم تقديم مساعدات مالية من جمعيات كشفية الأخرى في إنشاء مركز للتدريب المهني للفتيان والفتيات الذين يتعلمون الأعمال اليدوية والكهربائية والنجارة والخياطة وغيرها من المهارات المفيدة.
وهناك برامج أخرى مهمة تشمل على توسيع الكشافة في المدارس، وتدريب الطلاب والطالبات وصيانة البيئة وزراعة الأشجار.
تشارك الكشافة في خدمة المجتمع وتم تدريبهم للمساعدة في الكوارث الطبيعية.

## روابط خارجية
- الصفحة الرسمي للجمعية